# ECサイト
ECサイト（イーシーサイト）とは、自社の商品（広義では他社の商品）やサービスを、インターネット上に置いた独自運営のウェブサイトで商品を通信販売するサイトのことである。いわゆるインターネットショッピングサイト。オンラインストアやネット通販などとも言われる。ECとは英語: electronic commerce（エレクトロニックコマース=電子商取引）の略。
Appleやユニクロのオンラインストアなどのように自社でサーバーを借りてウェブサイトを構築・運営している自社ECサイトと、Amazonや楽天市場のように複数の企業や個人商店がインターネット上の1か所でショッピングモールのように出店する形態のモール型ECサイトの2種類に大別される（ECモールについては、詳しくは「電子商店街」の項目も参照）。

## 取扱商品・サービス
他の通信販売同様、多岐にわたる。ウィキペディア上に項目のあるものは以下のとおり。
- オンライン書店
  - 電子書籍
- オンラインDVDレンタル
- ネットスーパー
- オンライン旅行会社（OTA）
- ネット問屋
- ネット銀行（インターネットバンキング）
- ネット配信
  - IP放送
    - ビデオ・オン・デマンド

  - 音楽配信
- ダウンロード販売

## 利点・欠点
自社ECサイトの利点・欠点を挙げる。多くの販売会社はモール型ECと自社ECの双方で販売を行なっている。

### 利点
- 自社の商品やサービスを売るので、販売元が明確で認知、信頼されやすい。
- ECモールと比較して、ある程度自由にサービスや商品を提供できる。ウェブデザインやブランド戦略などのマーケティング戦略が容易にできる。
- ECモールサイトの運営会社に支払う手数料が発生しない。そのため自社ECの比率を高めることで、利益率の増加が見込まれる。実店舗やECモールなどをきっかけに認知度を高め、ブランドのファンや会員数を増やすことが鍵となる。また、クーポンの配布や会員ステージなどの導入で、ECモールから自社ECへの誘導を図ることも効果的である。
- かさばる荷物や重い荷物を自ら持ち運ぶことなく、宅配業者が自宅に届けてくる。

### 欠点
- ウェブサイト構築、維持のための設備投資や手間がかかる。自社ECとモール型ECの両方で販売する場合、在庫の共有や調整などが必要になる。
- 商品、サービスの種類、集客力の面で電子商店街に劣る。新規の場合はECサイトごとにアカウントの登録や個人情報の入力などの手間が発生する。
- 他店と価格の比較がしやすいため、価格競争が発生しやすい。
- 実物の商品を手に取って判断することができないため、実際に商品を買った際に認識と齟齬が生じる場合がある。特に衣服や靴などファッション分野の場合は、サイズ違いが生じたり、ウェブサイトでは分かりにくい微細な部分、実物の色やデザインが気に入らないといった問題が生じることもある。
- ECサイトがメンテナンスを理由に休業したり、信用調査機関（帝国データバンク、東京商工リサーチ）によって運営会社が法的整理に入るといった情報が入った場合、運営企業に対して信用調査機関が調査を行うことがある[2]。実際、アーミッシュ、キャスキッドソンジャパン、アクアマリンなどが、ECサイトのメンテナンスを理由に休業した直後に経営破綻している。